# Cabanisation
La cabanisation est la construction d'habitations permanentes ou provisoires — dites « cabanes » ou « cabanons ». Elle comprend aussi l'utilisation, comme logements, de caravanes et de véhicules utilitaires restant au même emplacement pour une longue durée.

## Histoire
Aux XVIIIe, XIXe et XXe siècles, la cabane implantée en milieu naturel ou en zone agricole a correspondu à des activités de production (agriculture, chasse, pêche) mais aussi de sociabilité (lieu de détente et de convivialité).
Au tournant du XXIe siècle, on constate un phénomène de cabanisation sur le littoral français, en particulier sur la côte landaise et la côte méditerranéenne : « Plus de 6 500 cabanes ont été identifiées dans les 54 communes du littoral du Languedoc-Roussillon » en 2006.
La cabanisation est d'abord associée à l'illégalité,,.
En 2014, la loi pour l'accès au logement et un urbanisme rénové (dite loi ALUR) autorise les mairies à accorder des dérogations pour des habitats légers en résidence principale sur les terrains non constructibles. L'installation d'un habitat léger suppose une demande « Stecal », pour « secteur de taille et de capacité d’accueil limitées », soumise à l’autorisation de la commission départementale de la consommation des espaces agricoles. Les prérequis sont l'autonomie en eau et en électricité, l'entretien des lieux et la réversibilité de l’installation.
Selon Mediapart, l'État reste, en 2024, opposé au développement de l'habitat léger. En dépit des vertus de ce type d'habitat en matière de sobriété énergétique et de faible consommation de ressources, et dans un contexte où l'artificialisation des sols est encadrée, plusieurs préfectures et les services centraux de l'État mènent plutôt campagne pour repérer ces habitats, ne pas les régulariser et les détruire.
L’association Halem défend les habitants de logements éphémères ou mobiles. Selon la sociologue au CNRS Geneviève Pruvost, l’objectif de relocalisation de la production agricole suppose un recours accru à l'habitat léger.